# Illiniza
Illiniza – stratowulkan w Ekwadorskich Andach, ok. 50 km na południowy zachód od Quito. Illiniza ma dwa szczyty: Illiniza Sur (5248 m) i Illiniza Norte (5126 m). Czasem nazwa zapisywana jest Iliniza (przez jedno „l”).
Illiniza Sur wymaga doświadczenia wspinaczkowego, z powodu dużej stromizny i lodowca na szczycie. Illiniza Norte z kolei nie wymaga prawie żadnego doświadczenia jako znacznie łagodniejszy wierzchołek.